# (4838) Billmclaughlin
(4838) Billmclaughlin (1989 NJ) – planetoida z grupy pasa głównego asteroid okrążająca Słońce w ciągu 3,61 lat w średniej odległości 2,35 j.a. Odkryta 2 lipca 1989 roku.